# Antoinette Nana Djimou Ida
Antoinette Nana Djimou Ida (født 2. august 1985 i Douala i Cameroun) er en fransk atlet, der har specialiseret sig i mangekamp.
Nana Djimou Ida´s gennembrud kom, da hun blev nummer fire i syvkamp ved junior-VM 2004. Hun deltog også i EM 2006 i Gøteborg, hvor hun sluttede på 21. plads. I 2007 blev hun nummer 11 i femkamp ved EM indendørs og udendørs brød hun ved VM i Osaka.
Hun deltog i OL 2008 og opnåede en 18. plads. Hendes første internationale medalje var bronzemedaljen ved EM indendørs i Torino 2009 som blev fulgt op med en guldmedalje ved EM indendørs i Paris 2011, hvor hun besejrede Austra Skujytė fra Litauen med 17 point.

## Källor
- Antoinette Nana Djimou Ida – IAAF